# Josphat Ndambiri
Josphat Muchiri Ndambiri (Kirinyaga, 12 febbraio 1985) è un mezzofondista e maratoneta keniota.

## Biografia
Detiene il record mondiale della staffetta su strada, stabilito il 23 novembre 2005 a Chiba, Giappone in 1h57'06". Nell'occasione i componenti della squadra furono Onesmus Nyerre, Martin Mathathi, Daniel Muchunu Mwangi, Mekubo Mogusu e John Kariuki.

## Palmarès
| Anno | Manifestazione | Sede  | Evento        | Risultato | Prestazione | Note |
| ---- | -------------- | ----- | ------------- | --------- | ----------- | ---- |
| 2007 | Mondiali       | Osaka | 10000 m piani | 5º        | 27'31"41    |      |

## Campionati nazionali
2010
- 10º ai campionati nazionali kenioti, 10000 m piani - 27'48"39

## Altre competizioni internazionali
2005
- 4º alla Sapporo Half Marathon ( Sapporo) - 1h02'10"

2010
- 7º alla Ras Al Khaimah International Half Marathon ( Ras al-Khaima) - 1h01'08"

2011
- Oro alla Maratona di Fukuoka ( Fukuoka) - 2h07'36"
- Bronzo alla Sapporo Half Marathon ( Sapporo) - 1h02'37"
- 64º al Nairobi International Crosscountry ( Nairobi) - 37'37"

2017
- 4º alla Maratona di Düsseldorf ( Düsseldorf) - 2h15'55"